# 陽景
陽 景（よう けい、生没年不詳）は、五胡十六国時代の前燕の人物。遼東郡の出身。

## 生涯
鮮卑慕容部の大人慕容皝に仕え、郎中令に任じられていた。
336年9月、慕容皝の使者として、長史劉斌とともに東晋の使者の王斉・徐孟らを伴って建康へ遣わされた。
これ以後の事績は、史書に記されていない。